# خليل أباد (اسماعيلي كرمان)
خلیل أباد (بالفارسية: خلیل‌آباد) هي منطقة سكنية تقع في إيران في منطقة إسماعيلي. يقدر عدد سكانها بـ 0 نسمة بحسب إحصاء 2016.